# Сирма, Дайна
Дайна Сирма (латыш. Daina Sirmā, урождённая Лусте, латыш. Luste; род. 10 ноября 1958, Дикли, ныне Коценский край) — латвийская поэтесса.

## Биография
Окончила филологический факультет Латвийского университета и на протяжении многих лет преподавала латышскую литературу в гимназии в Валмиере. Дебютировала в печати со стихами в 1977 году в валмиерской газете Liesma, затем последовал ряд публикаций в другой латвийской периодике, включая журнал Karogs. С 1990 г. спорадически публиковала в газете Liesma стихи и статьи по вопросам культуры и образования.
В 2011 году Сирма записалась в Литературную академию Союза писателей Латвии под руководством Роналдса Бриедиса и, по собственному признанию, начала свой путь в поэзии как бы заново, без всякого воспоминания о юношеских опытах. Из текстов, написанных для студии, сложилась первая книга стихов Сирмы «Гололёд» (латыш. Kailsals; 2012), получившая Латвийскую премию года по литературе в номинации «Лучший дебют». Второй сборник Сирмы «Внутренний двор» (латыш. Iekšpagalms; 2014) был удостоен премии латвийских Дней поэзии, третий сборник «Время духов» (латыш. Dievaines; 2017), получивший название по старинному латышскому представлению о ноябре как времени, когда духи предков могут приходить на землю к своим потомкам, был награждён Латвийской премией года по литературе как лучшая книга года, а также получил премию имени Ояра Вациетиса.
На русский язык стихи Сирмы переводили Сергей Морейно, Ольга Петерсон и Дмитрий Кузьмин.

## Семья
Муж, Айварс Сирмайс — предприниматель, на протяжении 20 лет возглавлял фирму ZAAO, занимающуюся вывозом и переработкой бытовых отходов в нескольких регионах северной Латвии; в 2019 году вышел на пенсию и был удостоен звания «Горожанин года» Валмиерской городской администрацией. Их старший сын Мартиньш Сирмайс (род. 1981) — популярный латвийский повар и ведущий кулинарной телепрограммы.